# Alma (stacja metra)
Alma – stacja metra w Brukseli, na linii 1. Zlokalizowana jest za stacją Vandervelde i Kraainem/Crainhem. Została otwarta 7 maja 1982.